# Lophius budegassa
Il rospo o rana pescatrice (Lophius budegassa) conosciuto anche come rospo (Regolamento (CE) N. 1637/2001 e Regolamento (CE) N. 1581/2004 e Regolamento (CE) N. 218/2009 e Decisione di esecuzione (UE) 2016/1251) o budego è un pesce di mare della famiglia Lophiidae molto simile alla comune rana pescatrice.

## Distribuzione e habitat
Presente nel mar Mediterraneo, nel Mar Nero e nell'Oceano Atlantico tra il Senegal e le isole Britanniche.
Vive sia su fondi molli che duri, tra i 50 e gli 800 m di profondità.

## Descrizione
Simile al Lophius piscatorius (rana pescatrice) da cui si può distinguere per:
- l'esca (l'estremità carnosa del primo raggio della pinna dorsale usata appunto come esca per predare) sul raggio pescatore è semplice (in L. piscatorius è biloba)
- le spine dietro l'occhio sono prive di lembi di pelle e sono molto più corte della prima (quella portante l'esca) mentre in L. piscatorius è il contrario.
- la pinna dorsale ha un massimo di 9 raggi (12 in L.piscatorius)
- la testa è meno larga
- tutte le frange cutanee sono meno sviluppate
- il colore tende a rossastro mentre il ventre tende al color nero (a causa del peritoneo nero, ben visibile se si eviscera il pesce)
- le dimensioni raggiungono al massimo i 70 cm.

## Biologia
In estate si spinge in acque più basse.

## Alimentazione
Le sue prede preferite sono i pesci piatti. Si dice che possa predare perfino gabbiani ed altri uccelli marini ma non si sa se questo risponda a verità.

## Pesca
Identica a quella effettuata per la congenere (palamiti e reti a strascico) ed anche le carni sono similmente ottime. Alcuni autori le definiscono perfino migliori.